# الشيخ الصدوق
أبو جعفر محمد بن علي بن بابويه القمي المعروف بالشيخ الصدوق (حدود 306 هـ - 381 هـ) / (923 م - 991 م) عالم وفقيه ومحدث عند الشيعة في القرن الرابع الهجري، وهو أحد الأربعة المشهورين بجمع الأخبار، حيث أنه مؤلف كتاب من لا يحضره الفقيه أحد الكتب الأربعة عند الشيعة الاثنا عشرية ويعتبر من أهم المصادر الحديثية عندهم، ولد في مدينة قم في عصر الغيبة الصغرى، ثم نشأ في أسرة وكان والده فقيهاً، وقد أكثر الصدوق من مجالسة العلماء والسماع منهم حتى أصبح فقيهاً ومحدثاً، نسب إليه ما يقارب 300 مؤلف ولكن الكثير من هذه المؤلفات فقدت، ولم يعثر عليها، لقبه الشيخ الطوسي في كتابه الاستبصار بلقب "عماد الدين" لرفعة مقامه، وقد تميزت مؤلفاته عند الفقهاء والعلماء بأنها مصادر موثوقة ولذلك سمي بالصدوق، عُرف الشيخ الصدوق بالسفر الكثير إلى عدة أقطار وبلدان بحثاً عن العلوم والأحاديث، وقد تتلمذ على يده بعض العلماء كالشريف المرتضى، والشيخ المفيد والتلعكبري وغيرهم، ثم تُوفّي في بلدة الري، ودُفن قرب مرقد عبد العظيم الحسني.

## حياته

### اسمه ونسبه
هو: «أبو جعفر محمّد بن عليّ بن الحسين بن موسى بن بابويه القمي المشهور بالشيخ الصدوق».

### أسرته
اسرة "آل بابوية" قال عنها المؤرخ ابن أبي طي: "بيت العلم والجلالة"
- جده الأدنى: موسي بن بابويه، اذ كان من الثقات الرواة، فقد أنجب ولدين وهما الحسين، ومحمد.[11]
- أمه: وهي جارية دليمية.[12]
- أبوه: هو أبو الحسن عليّ بن الحسين، فقيه ومحدث شيعي، وكان يعيش في زمن الحسن العسكري ومحمد المهدي، وكان محلًا لاحترامهم حيث كان العسكري يخاطبه في رسائله بكلمات: «شيخي ومعتمدي وفقيهي»،[13] له مؤلفات كثيرة قاربت المائتين في مختلف فنون العلم والفقه والدين. وقال ابن النديم: «قرأت بخط ابنه أبي جعفر محمد بن علي على ظهر جزء: «قد أجزت لفلان بن فلان كتب أبي علي بن الحسين وهي مائتا كتاب»».[14]
- أخوه: أبو عبد الله الحسين بن علي بن الحسين بن موسى بن بابويه القمي.[15]قم مدينة قم مسقط رأس الصدوق وموقعها الحالي في إيران.

### مولده ونشأته
ولد الصدوق في مدينة قم، ولكن لم يذكر لنا المؤرخون تاريخ ولادته ـ إلا أن المعلوم أن ولادته كانت في أوائل فترة النائب الثالث للمهدي، الحسين بن رَوح النَّوبختي. وهي تقدّر بحدود سنة 306 للهجرة، وكانت نشأته الأولى في مدينة قم وهي إحدى مراكز العلم يومئذ، وكانت مهبط شيوخ الرواية، وقد ترعرع وتربّى تحت رعاية والده، فحرص على تربيته وتغذيته من علومه، أدرك من أيام أبيه أكثر من عشرين سنة، فاقتبس خلالها الكثير من معارفه وعلومه وأخلاقه وآدابه، كما كان يكثر من مجالسة الشيوخ والعلماء بقم والسماع منهم وهو حدث السن، حتى أن تخرج عن مشايخها وحاز إجازة الحديث والرواية عنهم.

### دعاء المهدي له
بحسب رواية الشيعة فإن ولادة الشيخ الصدوق كانت بدعاء الإمام الثاني عشر عند الإثني عشرية، حيث روی الشیخ الطوسي: «أن علي بن الحسين بن موسى بن بابويه كانت تحته بنت عمه محمد بن موسى بن بابويه فلم يرزق منها ولدا، فكتب إلى الشيخ أبي القاسم الحسين بن روح رضي الله عنه أن يسأل الحضرة أن يدعو الله أن يرزقه أولادا فقهاء، فجاء الجواب أنك لا ترزق من هذه وستملك جارية ديلمية وترزق منها ولدين فقيهين».

### أساتذته
ذكر حسين النوري في معجم اساتذته 198 شيخاً للصدوق، منهم: علي بن الحسين بن موسى بن بابويه القمي، ابن الوليد القمي، محمد بن موسى بن المتوكل، محمد بن علي ماجيلويه، أحمد بن زياد بن جعفر الهمداني، جعفر بن محمد بن مسرور، محمد بن إبراهيم بن إسحاق الطالقاني، الحسين بن أحمد بن إدريس.

### أسفاره
عُرف الصدوق برحلاته الواسعة إلى البلدان والأمصار الإسلاميّة بحثاً عن العلوم والأحاديث. فقد زار الكثير من مراكز العلم والدّين في المملكة الإسلاميّة، ومن خلال رحلاته وأسفاره انفتح على حواضر العلم ومراكز الإشعاع الأخرى لتبادل السّماع والأسماع مع محدثيها وعلمائها. وقد ذكر في أغلب كتبه مكان سماع الحديث وزمانه أحياناً وذلك أثناء بيان أسانيد مروياته عمن حدّثه بها سماعاً أو إجازة في المدن الّتي وصل بها. وممّا زار من المدن بعد دراسته في قم كانت بلدة الري، حيث استدعاه البويهي إليها بطلب من أهاليها، فسافر إلى الري وأقام هناك، فكانت هذه محطته الأوّلى في سلسلة أسفاره وتطوافه في البلاد المختلفة. ثمّ انطلق بعد ذلك إلى بلاد أخرى فسافر إلى خراسان ونيشابور والكوفة وبغداد ومرو ومكة وهمدان وما وراء النهر وبلخ وسرخس وإیلاق وسمرقند وغيرها.

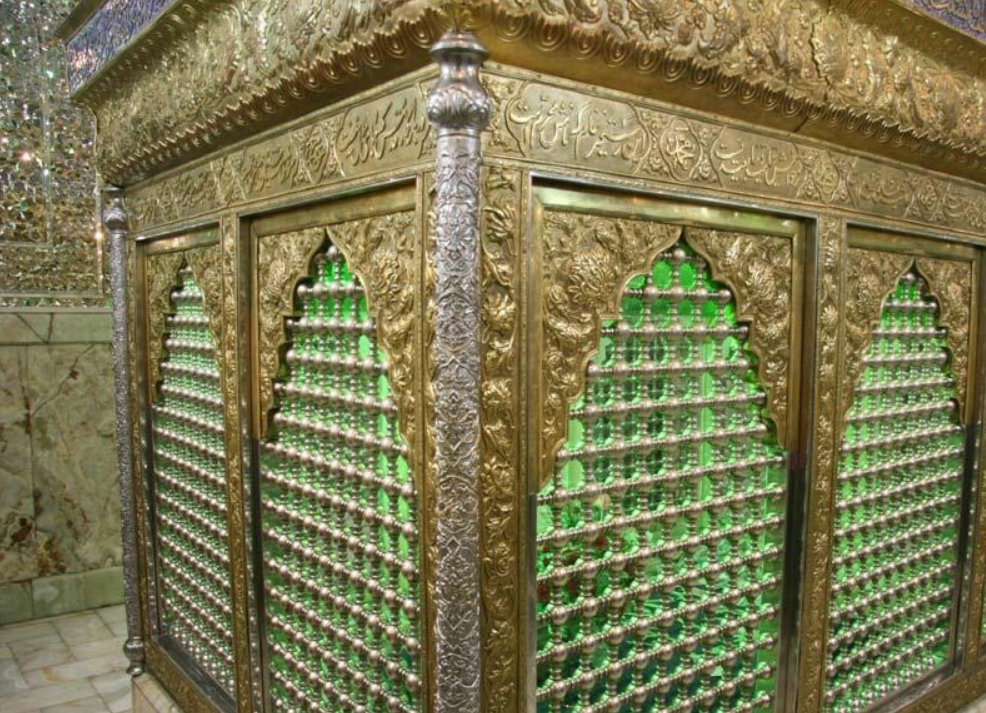
ضريح الشيخ الصدوق

### وفاته ومدفنه
توفى في الري سنة 381هـ، عن عمر ناهز الخمسة والسبعين عاماً، ودفن بالقرب من قبر عبد العظيم الحسني بالري، يزوره الناس من كل مكان، وقد جدد عمارة المرقد السلطان فتح علي شاه قاجار سنة 1237هـ وذلك بعدما شاع من حصول كرامات عديدة من مرقده بعد وفاته.

## تلامذته
ذكر عبد الرحيم الرباني أكثر من 250 شخص من الرواة في مختلف المدن، وتأتي هذه الكثرة من المشايخ ممن لقيهم الصدوق وأخذ عنهم نتيجه لكثرة رحلاته وتطوافه في الأقاليم. ومن أهم مشايخه الذي أخذ عنهم:
- الشريف المرتضى
- الشيخ المفيد
- التلعكبري
- أحمد بن علي بن محمد بن عباس بن نوح.
- أبو الحسن أحمد بن محمد بن تربك الرهاوي.
- أبو محمد أحمد بن محمد المعمري.
- جعفر بن أحمد بن علي أبو محمد القمي
- جعفر بن أحمد المريسي.
- أبو الحسن جعفر  القمي.
- أبو محمد حسن  الرازي.
- حسن بن حسين علي بن بابويه.
- حسن بن عنبس بن مسعود
- أبو علي حسن بن محمد بن حسن الشيباني القمي
- حسين بن عبيد الله الغضائري.
- عبد الله حسين القمي.
- عبد الصمد بن محمد التميمي.
- علي بن احمد بن عباس النجاشي.
- أبو البركات الحسيني.
- أبو القاسم علي بن محمد بن علي الخزاز.
- أبو القاسم علي بن محمد المقري.
- محمد بن احمد الدوريستي.
- أبو بكر محمد بن احمد بن علي.
- أبو الحسن محمد القمي
- محمد بن جعفر الرازي
- محمد بن حسن بن اسحاق
- أبو زكريا محمد بن سليمان الحمراني.
- محمد بن طلحه بن محمد النعالي البغدادي.

## مؤلفاته
بلغ عدد مصنّفات الصدوق ما يناهز ثلاثمائة كتاب في شتى العلوم الدّينيّة، لكنّ الكثير من هذه المؤلفات فقدت، ولم يُعثَر عليها. ذكر الطوسي في الفهرست أربعين من كتبه، وأورد النجاشي في رجاله نحو مائتين منه، كما ذكر مصنّفاته ابن المطهر الحلي وابن شهر آشوب والنوري وآغا بزرك الطهراني، منها:
- من لا يحضره الفقيه
- الخصال
- كتاب التوحيد (الصدوق)
- علل الشرائع
- الأمالي
- عيون أخبار الرضا
- كمال الدين وتمام النعمة
- معاني الأخبار
- الأعتقادات
- ثواب الأعمال
- مصادقة الإخوان
- فضائل الأشهر الثلاثة
- المقنع في الفقه
- المواعظ
- صفات الشيعة
- الرسالة الثانية
- الرسالة الثالثة
- الرسالة في أركان الإسلام.
- النبوة
- إثبات الوصية لعلي عليه السلام
- اثبات خلافته
- اثبات النص عليه
- اثبات النص على الأئمة.
- الرسالة الأولى في الغيبة
- جامع حجج الأنبياء
- جامع حجج الأئمة
- الرجعة

## ماقيل فيه
- قال الذهبي: «رأس الامامية، أبو جعفر، محمد بن العلامة علي بن الحسين بن موسى بن بابويه القمي، صاحب التصانيف السائرة بين الرافضة...يضرب بحفظه المثل».[26]
- قال الخطيب البغدادي: «كان من شيوخ الشيعة ومشهوري الرافضة».[27]
- قال الطوسيّ: «محمّد بن عليّ بن بابويه القميّ جليل القدر حافظ للأحاديث، بصير بالرّجال، ناقد للأخبار، ولم يُرَ في القمّيّين مثله في حفظه وكثرة علمه».[9]
- قال حسين بن عبد الصّمد: «وكان هذا الشّيخ جليل القدر عظيم المنزلة في الخاصّة والعامّة، حافظاً للأحاديث بصيراً بالفقه والرّجال والعلوم العقليّة والنّقليّة، ناقداً للأخبار، شيخ الفرقة النّاجيّة وفقيهها ووجهها بخراسان وعراق العجم، وله أيضاً كتب جليلة»، ثمّ قال: «لم يُرَ في عصره مثله في حفظه وكثرة علمه».[28]
- قال النجاشي: «أبو جعفر نزيل الري، شيخنا وفقيهنا ووجه الطائفة بخراسان، ورد بغداد سنة 355 ه‍ وسمع منه شيوخ الطّائفة وهو حدث السّن».[9]
- قال ابن ادريس الحلي: «كان ثقة جليل القدر، بصيرًا بالأخبار ناقدًا للاثار عالمًا بالرّجال، وهو أستاذ شيخنا المفيد».[28]
- قال الداماد: «عروة الاسلام أبي جعفر».[28]
- قال محمد باقر المجلسي: «وإنّما اوردناه لكونه من عظماء القدماء التّابعين لآثار الأئمّة النّجباء الّذين لا يتبعون الآراء والاهواء، ولذا ينزل أكثر اصحابنا كلامه وكلام أبيه منزلة النّصّ المنقول والخبر المأثور».[29]
- قال التستري: «الصدوق رئيس المحدثين ومحيي معالم الدين، الحاوي لمجامع الفضائل والمكارم، المولود كأخيه بدعاء العسكريّ أو دعاء القائم بعد سؤال والده له بالمكاتبة أو غيرها أو بدعائهما، الشّيخ الحفظة ووجه الطّائفة المستحفظة، عماد الدّين أبي جعفر محمّد بن عليّ بن الحسين بن بابويه القميّ الخراساني الرازي».[28]
- قال الطباطبائي: «شيخ من مشايخ الشّيعة، وركن من أركان الشّريعة، رئيس المحدّثين، والصدوق فيما يرويه عن الأئمّة، ولد بدعاء صاحب الأمر، ونال بذلك عظيم الفضل والفخر، وصفه الإمام عليه‌ السّلام في التّوقيع الخارج من ناحيته المقدّسة بأنّه فقيه خيّر مبارك ينفع الله به، فعمّت بركته الأنام، وانتفع به الخاصّ والعامّ، وبقيت آثاره ومصنّفاته مدى الأيّام، وعمّ الانتفاع بفقهه وحديثه فقهاء الأصحاب، ومن لا يحضره الفقيه من العوام».[30]
- قال بحر العلوم: «وثاقة الصدوق أمر ظاهر جليّ، بل معلوم ضروريّ، كوثاقة أبي ذرّ وسلمان، ولو لم يكن إلّا اشتهاره بين علماء الأصحاب بلقبيه المعروفين لكفى في هذا الباب».[31]